# 37. санџачка дивизија НОВЈ
Тридесетседма санџачка дивизија НОВЈ формирана је по наређењу Врховног штаба НОВ и ПОЈ 4. марта 1944. године у Санџаку од Треће пролетерске санџачке, Четврте санџачке и Осме црногорске бригаде, укупно око 2300 бораца. Тад је добила назив ударна. У децембру, попуњена новомобилисаним борцима из Санџака и Србије, имала је око 9000, а 1. маја 1945. године 11188 људи. У њен састав ушла је 21. августа Пета санџачка, 7. септембра је изашла Осма црногорска бригада, а у априлу 1945. године, дивизији је формирана и Артиљеријска бригада. Дивизија је била у саставу Другог ударног корпуса.

## Борбени пут дивизије
Дејствовала је у Санџаку и у рејону Берана против Немаца, четника и муслиман¬ске квислиншке милиције, бранила слободну територију Санџака и Црне Горе и, на тај начин, у марту 1944. олакшала продор Другој пролетерској и Петој крајишкој дивизији у Србију. У тешким одбрамбеним борбама против надмоћних немачких и квислиншких снага, била је средином априла принуђена да напусти слободну територију Санџака и да се повуче на леву обалу Таре. Дејствима у рејону Мојковца и Ђурђевића Таре, 37. дивизија је са Трећом дивизијом спречила продор Немаца и квислинга на слободну територију Црне Горе, противнападима од 19. априла до краја месеца избила на Лим и повратила слободну територију Санџака. У мају и јуну, дивизија је дејствовала на подручју између Таре и Лима; у јулу је два пута (3/4. и 30/31. јула) форсирала Лим, заузела Нову Варош, Прибој и Рудо, а до 10. августа продрла је у шири рејон Златибора, разбила и делимично уништила четнички Милешевски, Златиборски и Четврти јуришни корпус. Ради прихватања Првог пролетерског корпуса вратила се 14/15. августа на леву обалу Лима, а 21/22. августа форсирала по трећи пут Лим код Рудог и Прибоја. Под непосредном командом Врховног штаба, дивизија је крајем августа и у првој половини септембра водила врло оштре борбе против делова немачке Седме СС дивизије „Принц Еуген“, Другог пука „Бранденбург“ и легије „Кремплер“ (на правцима Пријепоље—Нова Варош—Златибор, Вишеград—Прибој—Златибор и Вишеград—Мокра Гора—Ужице), садејствујући на тај начин снагама Првог пролетерског, а потом и Дванаестог корпуса при продору у Србију.
Ослободила је 5/6. септембра Нову Варош и, затим, до краја октобра, дејствовала на територији Санџака, западне Србије и у долини Дрине. За то време је, у борбама против немачких и четничких снага, ослободила 1. септембра Прибој, Пријепоље 29. септембра, Пљевља 1. октобра, Вишеград 9. октобра, Горажде 11. октобра, Ужице половином октобра у садејству са Ужичким партизанским одредом. Водила је тешке борбе код Ужичке Пожеге 14. октобра, Ариља 15/16. и 21. октобра и Ивањице 23. и 25. октобра и са деловима Треће дивизије код Сјенице 15/16. октобра. Тако су створени повољни услови за широку мобилизацију народа из тих подручја за борбу против окупатора и домаћих квислинга. У периоду новембар 1944—јануар 1945. учествовала је у завршним операцијама за ослобођење Санџака против јединица немачког 21. и 91. армијског корпуса, који су се повлачили за Босну и у низу оштрих борби, нарочито на Савином лакту и на правцу Сјеница—Пријепоље—Нова Варош, нанела тешке губитке непријатељу, запленила велике количине ратног материјала и коначно ослободила Пљевља (18/19. новембра), Пријепоље (10. јануара 1945) и Прибој (12. јануара 1945). У дејствима у Босни против немачке 181. и 297. пешадијске дивизије ослободила је Рудо (15. јануара), Вишеград (15. фебруара), Горажде (5. марта), Пале (28/29. марта) и Рогатицу (30. марта). Истакла се у ослобођењу Сарајева почетком априла (кад је дејствовала у саставу Трећег корпуса), а крајем априла и у мају 1945. учествовала је у уништењу четника у рејону Калиновика, Зеленгоре, Сутјеске, Рогатице и у долини Дрине.

## Командни састав дивизије
- Команданти дивизије:
  - Жарко Видовић — од формирања дивизије до фебруара 1945.
  - Чедомир Друловић — од марта 1945. до краја рата

- Политички комесари дивизије:
  - Мило Јовићевић — од формирања дивизије до децембра 1944.
  - Велибор Љујић — од децембра 1944. до фебруара 1945.
  - Данило Кнежевић — од фебруара 1945. до краја рата

- Начелници Штаба дивизије:
  - Раде Кнежевић — од формирања дивизије до марта 1945.
  - Душан Филиповић — од марта 1945. до краја рата